# Набу-апла-иддин
Набу-апла-иддин (Nabû-apla-idina I; букв. «Набу даровал наследника») — царь Вавилонии, правивший приблизительно в 888—855 годах до н. э. Сын Набу-шум-укина I
Набу-апла-иддину удалось отбросить за Евфрат сутиев. Слово «сутии» к этому времени утратило своё этническое содержание и стало обозначать массу неоседлого населения. Прекратив их набеги, Набу-апла-иддин избавил вавилонских крестьян от постоянных грабежей и разрушений. По-видимому, это сделало возможным возрождение вавилонской экономики. Подробности данного процесса из-за отсутствия источников остаются неизученными. Однако о нём можно судить на основании косвенных данных. Так о многом говорит строительная деятельность Набу-апла-иддина, при которой он широко развернул работы по обновлению чуть ли не всех крупных храмов в Вавилоне, Борсиппе, Сиппаре и Уруке. Одновременно он подарил этим храмам большие участки земли.
В своём стремлении восстановить Вавилонское царство Набу-апла-иддин дошёл до Приморья, где закрепилась халдейская династия. По всей вероятности, вавилонский царь не имел намерения завоевать это государство, тем более что оно не проявляло никакой враждебности. Надо полагать, что Набу-апла-иддин собирался ограничиться там демонстрацией силы. Вавилону в это время приходилось считаться с Ассирией, отношения с которой вновь обострились.
Почти всё время правления Набу-апла-иддина ассирийский трон занимал Ашшурнацирапал II — очень воинственный и жестокий царь. В 879 году до н. э. Набу-апла-иддин поддержал восстание князя Сухи Шадуду против ассирийского царя Ашшурнацирапала II и даже послал ему на помощь войска под командованием своего брата, но потерпел поражение. Несмотря на этот конфликт, Набу-апла-иддин оказался в состоянии избежать и прямой войны с Ассирией и существенной потери своих территорий.